# Lekkoatletyka na Letnich Igrzyskach Olimpijskich 1956 – bieg na 10 000 m mężczyzn
Bieg na 10 000 metrów mężczyzn podczas XVI Letnich Igrzysk Olimpijskich w Melbourne rozegrano 23 listopada 1956 (finał) na stadionie Melbourne Cricket Ground. Zwycięzcą został reprezentant Związku Radzieckiego Wołodymyr Kuc, który na tych igrzyskach zwyciężył również w biegu na 5000 metrów.  Ustanowił rekord olimpijski z czasem 28:45,6.

## Rekordy

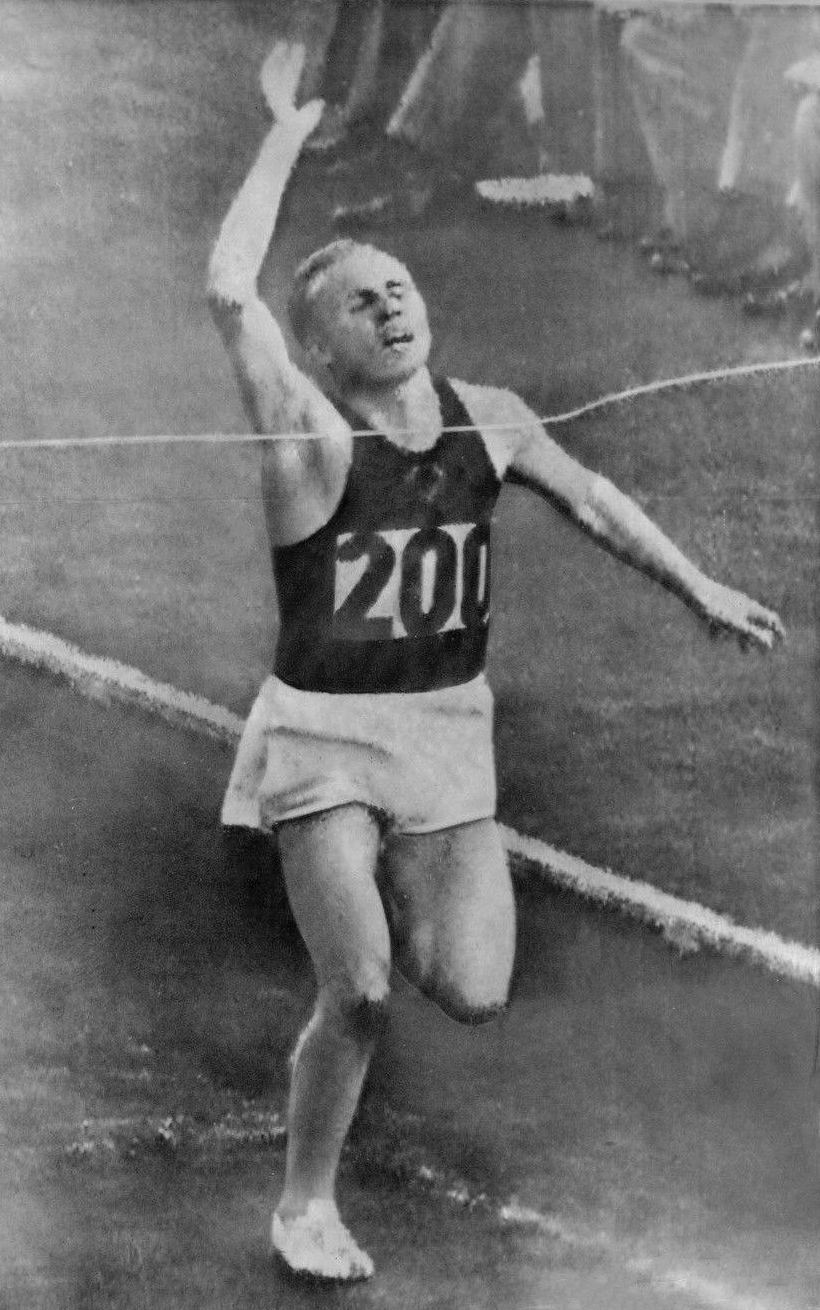
Wołodymyr Kuc

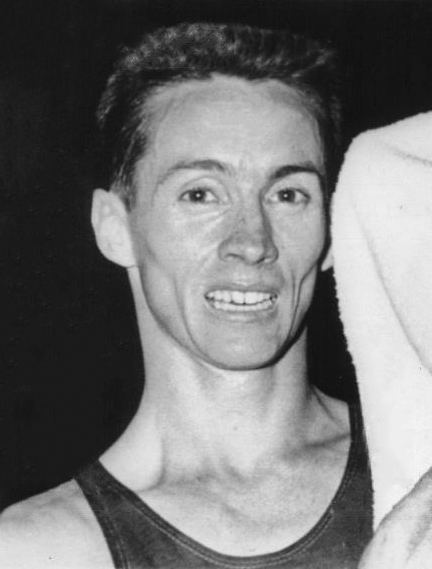
Allan Lawrence

|                   | Zawodnik      | Narodowość     | Czas    | Data                  | Miejsce  |
| ----------------- | ------------- | -------------- | ------- | --------------------- | -------- |
| Rekord świata     | Wołodymyr Kuc | ZSRR           | 28:30,4 | 11 września 1956(dts) | Moskwa   |
| Rekord olimpijski | Emil Zátopek  | Czechosłowacja | 29:17,0 | 20 lipca 1952(dts)    | Helsinki |

## Wyniki
| Poz. - pozycja |
| – rekord świata \| – rekord krajowy \| – rekord życiowy \| = – wyrównany rekord życiowy \| · – najlepszy wynik w sezonie \| = – wyrównany najlepszy wynik w sezonie \| – rekord olimpijski |
| Fn – falstart \| DNF – nie ukończył \| DNS – nie wystartował \| DSQ – zdyskwalifikowany |

### Finał
| Poz. | Zawodnik              | Narodowość        | Rezultat | Uwagi |
| ---- | --------------------- | ----------------- | -------- | ----- |
| 1    | Wołodymyr Kuc         | ZSRR              | 28:45,59 | [ 1 ] |
| 2    | József Kovács         | Węgry             | 28:52,36 |       |
| 3    | Allan Lawrence        | Australia         | 28:53,59 | [ 3 ] |
| 4    | Zdzisław Krzyszkowiak | Polska            | 29:05,41 | [ 4 ] |
| 5    | Ken Norris            | Wielka Brytania   | 29:21,6  |       |
| 6    | Iwan Czerniawski      | ZSRR              | 29:31,6  |       |
| 7    | Dave Power            | Australia         | 29:49,2  |       |
| 8    | Gordon Pirie          | Wielka Brytania   | 29:49,6  |       |
| 9    | Herbert Schade        | Niemcy            | 30:00,6  |       |
| 10   | Frank Sando           | Wielka Brytania   | 30:05,0  |       |
| 11   | Pavel Kantorek        | Czechosłowacja    | 30:06,0  |       |
| 12   | Alain Mimoun          | Francja           | 30:18,0  |       |
| 13   | Walter Konrad         | Niemcy            | 30:30,0  |       |
| 14   | Frans Herman          | Belgia            | ?        |       |
| 15   | Thyge Thøgersen       | Dania             | ?        |       |
| 16   | Piotr Bołotnikow      | ZSRR              | ?        |       |
| 17   | Klaus Porbadnik       | Niemcy            | ?        |       |
| 18   | Gordon McKenzie       | Stany Zjednoczone | 30:34,4  |       |
| 19   | Rune Åhlund           | Szwecja           | 30:57,0  |       |
| 20   | Dave Stephens         | Australia         | ?        |       |
| 21   | Dick Hart             | Stany Zjednoczone | 31:06,8  |       |
| 22   | Ilmari Taipale        | Finlandia         | 31:10,6  |       |
| 23   | Doug Kyle             | Kanada            | 31:21,0  |       |
| –    | Myitung Naw           | Birma             | DNF      |       |
| –    | Max Truex             | Stany Zjednoczone | DNF      |       |
| –    | Arere Anentia         | Kolonia Kenii     | DNS      |       |
| –    | Ali Baghbanbashi      | Iran              | DNS      |       |
| –    | Jan Barnard           | Południowa Afryka | DNS      |       |
| –    | Jerzy Chromik         | Polska            | DNS      |       |
| –    | Mercer Davies         | Południowa Afryka | DNS      |       |
| –    | Demissie Gamatcho     | Etiopia           | DNS      |       |
| –    | Olavi Rinteenpää      | Finlandia         | DNS      |       |
| –    | Kanuti Sum            | Kolonia Kenii     | DNS      |       |
| –    | Miklós Szabó          | Węgry             | DNS      |       |
| –    | Emil Zátopek          | Czechosłowacja    | DNS      |       |